# Weilbach (Pfaffenhausen)

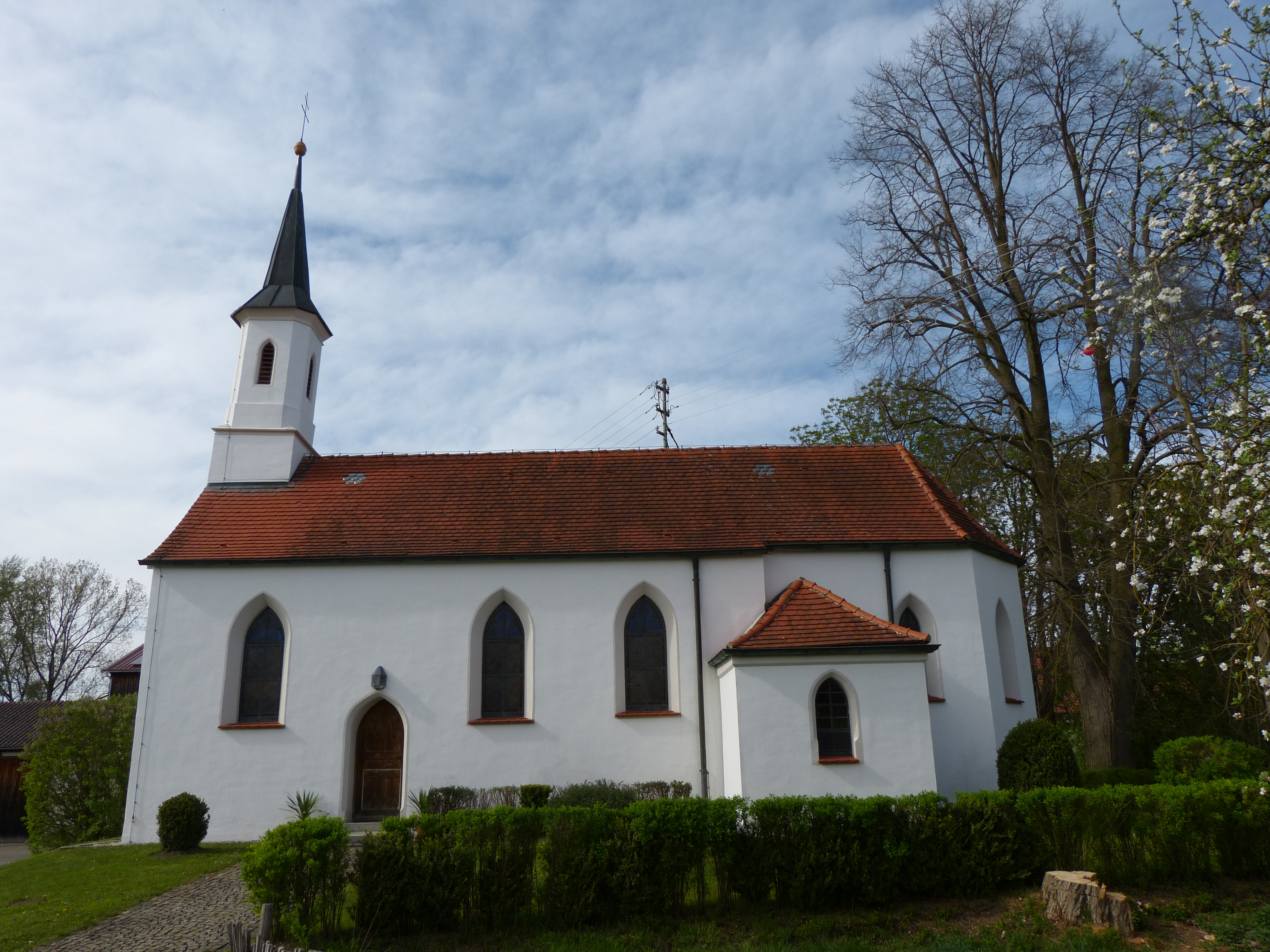
Kapelle St. Anna

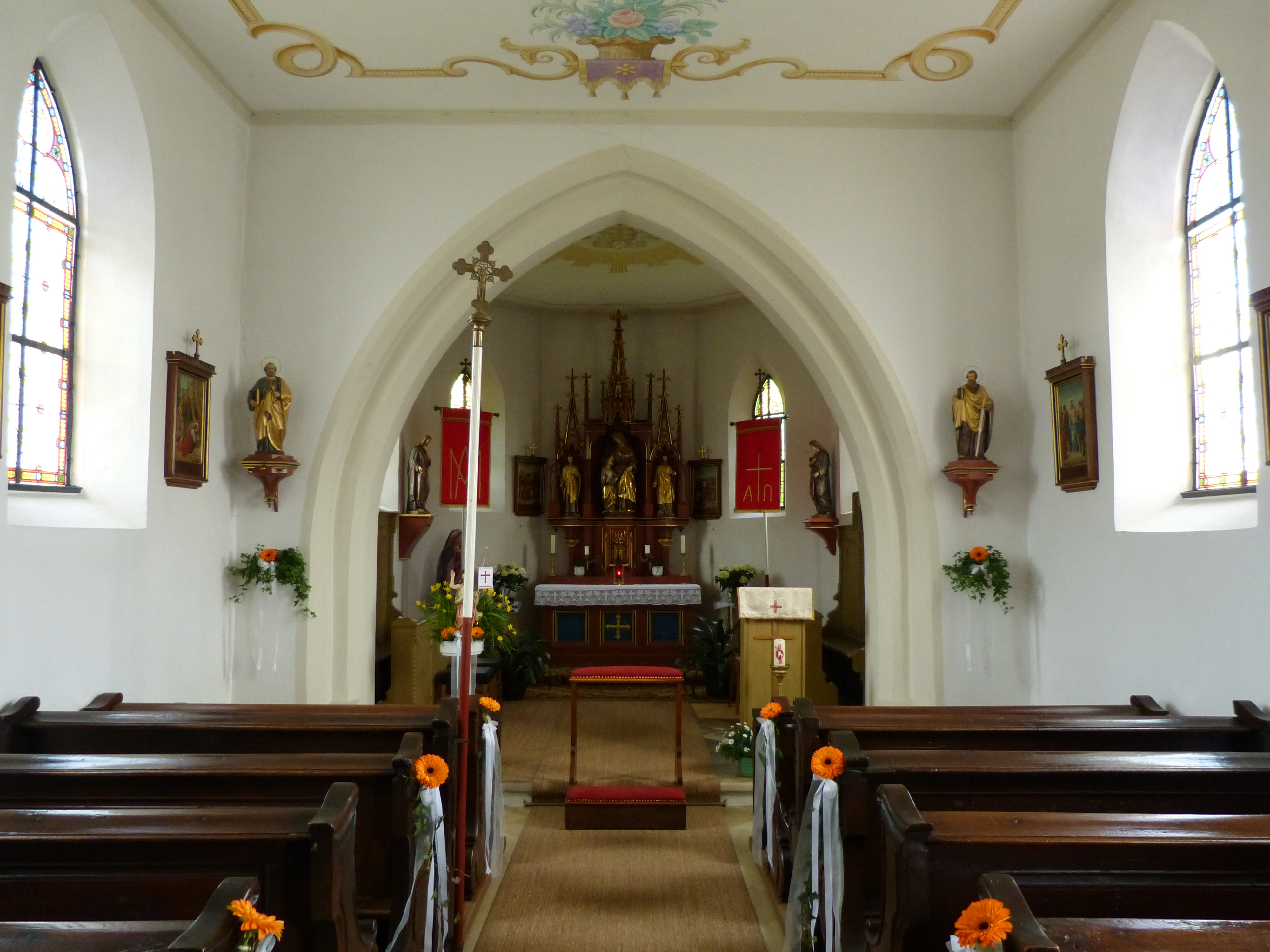
Innenansicht der Ortskapelle

Weilbach ist ein Ortsteil des mittelschwäbischen Marktes Pfaffenhausen im Landkreis Unterallgäu.

## Geographie
Das Kirchdorf Weilbach liegt etwa zwei bis drei Kilometer westlich von Pfaffenhausen und ist über eine Gemeindestraße mit dem Hauptort verbunden. Am Ortsrand ist ein Haltepunkt der Mittelschwabenbahn. Durch den Ort fließt der Weilbachgraben (auch Weilbächle genannt), ein kleiner Nebenfluss der Kammel, in die er wenige hundert Meter nördlich des Dorfes mündet.

## Geschichte
Der Name Weilbach rührt von Weiler am Bach her. Professor Alfred Schröder von der Universität Dillingen nahm an, dass Weilbach auf eine römische Siedlung zurückgeht. Entsprechende Bodenfunde wurden jedoch bisher nicht gemacht. Erstmals erwähnt wurde das Dorf in der Ottobeurer Reliquienschenkung des Abtes Isingrim im Jahre 1167. Weilbach gehörte von 1209 bis 1467 dem Kloster Ursberg, welches es dem Adelsgeschlecht der Spiegel verkaufte. Von ihnen stammt auch das Weilbacher Wappen. Von 1544 bis 1682 gehörte es den Fuggern, von 1682 bis 1806 der St.-Jakobs-Pfründe Augsburg. Seit 1806 ist Weilbach bayerisch. 1842 wurde das Weilbacher Schloss abgebrochen. Am 1. Januar 1972 wurde das Dorf im Rahmen der Gebietsreform nach Pfaffenhausen eingemeindet.

## Sehenswürdigkeiten
Die Sankt-Anna-Kapelle, die mindestens auf das Jahr 1167 zurückgeht, ist eine Sehenswürdigkeit des Dorfes.